# Rachel Trépeau
Pour les articles homonymes, voir Trépeau.
Rachel Trépeau est une des toutes premières actrices françaises.
L'une des premières femmes à monter sur une scène (auparavant, les rôles féminins étaient tenus par des acteurs déguisés en femme), elle joue à l'Hôtel de Bourgogne dans la troupe de Valleran Le Conte (dont elle est l'apprentie) de 1607 à 1611 ; en 1616, elle fait partie de la troupe de Gros-Guillaume.